# Pico Maior de Friburgo
O Pico Maior de Friburgo é uma formação montanhosa com altitude de 2.366 metros, situada no município de Nova Friburgo (RJ), sendo o ponto culminante de toda a Serra do Mar brasileira. É um dos "Três Picos de Salinas", todos localizados no município de Nova Friburgo, e com altitude superior a 2.000 metros de altitude, tendo estes dado o nome ao Parque Estadual dos Três Picos. É muito procurado para a prática de montanhismo.